# Helléan
Helléan (bretonisch: Helean, Gallo: Hélian) ist eine französische Gemeinde mit 384 Einwohnern (Stand 1. Januar 2022) im Département Morbihan in der Bretagne.

## Geographie
Helléan liegt im Nordosten des Départements Morbihan und gehört zum Pays de Josselin.
Nachbargemeinden sind La Grée-Saint-Laurent und Saint-Malo-des-Trois-Fontaines im Norden, Taupont im Osten und Südosten, Guillac im Süden sowie La Croix-Helléan im Westen. 
Der Ort selber liegt an Nebenstraßen. Im Ort kreuzen sich die D169 und D129. Die für die Gemeinde wichtigste regionale Straßenverbindung ist die D8 einige Kilometer weiter östlich. Nur wenige Kilometer südlich verläuft die N 24, wo der nächstgelegene Anschluss La Pyramide für Helléan von Bedeutung ist. 
Die bedeutendsten Gewässer sind der Fluss Ninian sowie die Bäche Digoët und Galourais. Diese bilden teilweise die Gemeindegrenze. Zudem gibt es einige kleine Teiche auf dem Gemeindegebiet. Ein bedeutender Teil des Gemeindeareals ist von Waldgebieten bedeckt. Das größte Waldgebiete ist der Bois Digoët.   

## Bevölkerungsentwicklung
| Jahr      | 1962 | 1968 | 1975 | 1982 | 1990 | 1999 | 2006 | 2019 |
| --------- | ---- | ---- | ---- | ---- | ---- | ---- | ---- | ---- |
| Einwohner | 392  | 370  | 322  | 302  | 277  | 306  | 309  | 384  |

## Geschichte
Die Gemeinde gehört historisch zur bretonischen Region Bro-Sant-Maloù (frz. Pays de Saint-Malo) und innerhalb dieser Region zum Gebiet Porc’hoed (frz. Porhoët) und teilt dessen Geschichte. Von 1801 bis zu dessen Auflösung am 10. September 1926 gehörte sie zum Arrondissement Ploërmel. Von 1793 bis 1801 gehörte Helléan zum Kanton Lanouée. Seither ist die Gemeinde dem Kanton Josselin zugeteilt.

## Sehenswürdigkeiten
- Kirche Saint-Samson aus dem 18. Jahrhundert
- Kreuze beim Dorffriedhof (18. Jahrhundert) und in Penlan (19. Jahrhundert)
- Herrenhäuser in Val-au-Houx (15. Jahrhundert), Coët-By (15.–18. Jahrhundert), Ville-ès-Vents (18. Jahrhundert) und Cléhinet
- Haus in La Vallée aus dem 17. Jahrhundert
- alter Brotofen in La Vallée aus dem 17. und 18. Jahrhundert
- alte Mühlen in Gouro (Windmühle), Garat, Gouro und Bouessel (Wassermühlen)

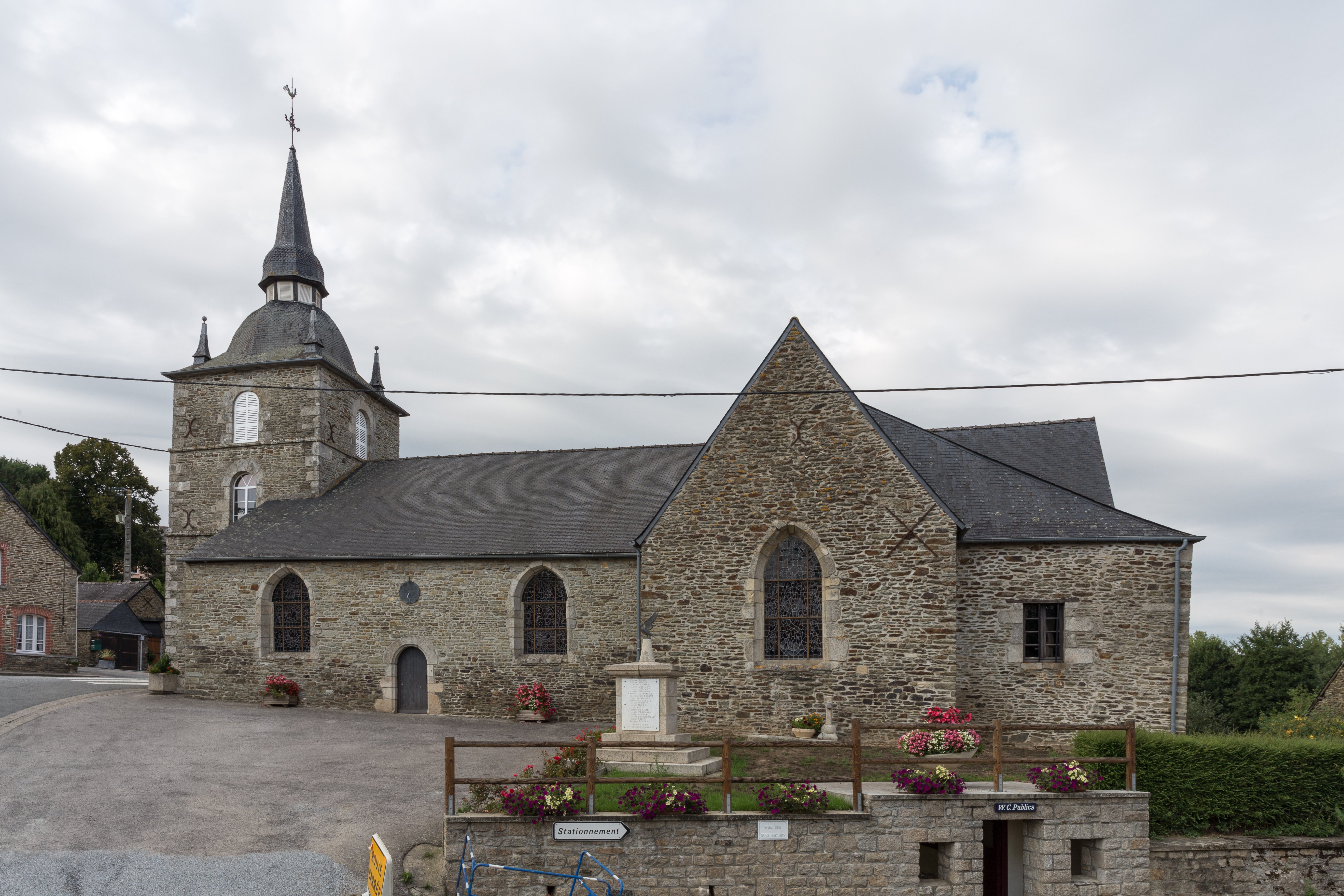
Kirche Saint-Samson

Quellen: